# 创新未来基金
创新未来基金，是中华人民共和国的五家基金管理公司为参与2020年蚂蚁集团的科创板上市战略配售而专门募集成立的五支18个月封闭期公募证券投资基金，分别为：
- 华夏创新未来18个月封闭运作混合证券投资基金（沪市：501207；简称：华夏创新，扩位简称：华夏创新未来；原场外基金代码：C类010315、B类010675）；
- 中欧创新未来18个月封闭运作混合证券投资基金（沪市：501208；简称：中欧创新，扩位简称：中欧创新未来；原场外基金代码：C类010316、B类010682）。
- 易方达创新未来18个月封闭运作混合证券投资基金（沪市：501203；简称：易基未来，扩位简称：易方达创新未来；原场外基金代码：C类010317、B类010650）；
- 汇添富创新未来18个月封闭运作混合证券投资基金（沪市：501206；简称：添富创新，扩位简称：添富创新未来；原场外基金代码：C类010318、B类010686）；
- 鹏华创新未来18个月封闭运作混合证券投资基金（沪市：501205；简称：鹏华创新，扩位简称：鹏华创新未来；原场外基金代码：C类010319、B类010672）；

## 历史
2020年9月10日，华夏基金、汇添富基金、鹏华基金、中欧基金、易方达基金申报了募集创新未来18个月封闭混合型基金的材料。2020年9月22日晚，中国证券监督管理委员会批准这五个基金管理人募集“创新未来18个月封闭”混合型基金；同日，蚂蚁集团正式向上海证券交易所递交招股说明书，拟在沪市科创板及香港联交所同时募股并上市交易，五家基金公司也分别与蚂蚁集团签署战略投资协议，拟以五支创新未来基金的募集资金购买蚂蚁集团的股票，而五支基金分别具有120亿人民币的募集上限。除了参与蚂蚁基团战略配售外，根据五支基金的募集书显示，这些基金的剩余资金将投向“创新未来”主题的证券。
2020年9月25日，五支创新未来基金开始进行募集，最低认购金额为1元，免除认购费，但代销平台收取销售服务费，并通过蚂蚁集团旗下“支付宝”应用软件进行大规模推广和路演。其中，易方达创新未来于开募当日当日结束募集，鹏华创新未来、中欧创新未来分别于9月26日、29日结束募集，华夏创新未来、汇添富创新未来则于10月8日全部结束募集。
2020年11月3日晚，上海证券交易所发布关于暂缓蚂蚁集团科创板上市的决定。2020年11月5日，中国证监会新闻发言人回应称，就部分创新未来基金份额持有人的退出意愿，要求相关基金管理人、基金销售机构考虑基金份额持有人要求，依法合规提出可行措施，切实保护投资者合法权益。同日，五家基金公司宣布，创新未来基金将启动由场外基金变更为上市交易基金（LOF）的法律流程。2020年11月23日，五家基金公司再次宣布，在原有的C类份额上增设“B类份额”，份额持有人可以在1个月的选择期内，选择将手上的份额转换为“B类份额”，从而实现自动赎回，此操作将免除赎回费、管理费、托管费、销售费用。2021年1月21日，五支创新未来基金在上海证券交易所挂牌上市，交易首日、次日集体出现10%的涨幅，一度触发涨停。

## 评价
创新未来基金发行过程以战略投资蚂蚁集团为宣传噱头，甚至被传为“史上最普惠的新发基金”“资管新规之下一次全民进阶理财教育”等，但伴随蚂蚁集团上市被叫停，这一噱头不复存在，部分基金份额持有人感到上当受骗；但这些基金的基金合同中，均未直接写明一定会参与投资蚂蚁集团，而基金管理人提供的风险揭示文件中，则明确指出战略配售存在不成功的风险。此外，五家基金公司给出的方案之一是将场外基金转为LOF，而封闭基金场内交易存在折价的情形。